# Назаров, Лазарь Яковлевич
Лазарь Яковлевич Назаров (1900 — 1964) — прокурор и член тройки НКВД по Калининской области, бригвоенюрист.

## Биография
Родился в армянской многодетной семье (в семье было десять детей — девять мальчиков и одна девочка), отца убили турки, мать умерла в 1933. Получил незаконченное среднее образование, не доучившись в Бакинском коммерческом училище. Был комсомольцем, участвовал в подполье, член РКП(б) с 1920, служил в Красной гвардии и воевал на Кавказском фронте Гражданской войны. Затем становится следователем военно-революционного трибунала, в дальнейшем становится председателем главного суда Армянской ССР, членом коллегии народного комиссариата юстиции Узбекской ССР, прокурором Ташкентской области, заместителем прокурора Московской области, также получил диплом юриста. С 1935 до 1938 прокурор Калининской области и член тройки НКВД. В 1938 арестован, исключён из ВКП(б), но в 1940 освобождён и реабилитирован. 
С февраля 1941 работал в Московской областной коллегии адвокатов. С мая 1942 по сентябрь 1945 на фронтах Великой Отечественной войны, вначале в народном ополчении, затем рядовым в Красной армии, химиком-разведчиком в 10-й отдельной гвардейской роте химической защиты 8-й гвардейской стрелковой дивизии. В 1944 восстановлен в ВКП(б). В сентябре 1945 вернулся в Москву, впоследствии стал председателем президиума Московской областной коллегии адвокатов. Умер после судебного заседания, остановилось сердце.

## Публикации
- Тарасов-Родионов П. И., Назаров Л. Я., Ласкин М. И. Руководство следствием — важнейший участок работы краевых (областных) прокуратур. 1934.[4]